# Кильхольц, Поль
Поль Кильхольц (1916—1990) — швейцарский психиатр, известный, в частности, своими работами по психофармакологическому лечению депрессий. Среди прочего, им изобретён один из методов преодоления резистентности к антидепрессантам, заключающийся в одновременном назначении длительных многочасовых (пролонгированных, а в идеале — вообще круглосуточных, с помощью инфузомата) капельных инфузий мощного серотонинергического антидепрессанта — кломипрамина и мощного норадренергического антидепрессанта — мапротилина, в сочетании с дофаминергическим препаратом — сульпиридом (который служит ещё и цели предотвращения тошноты и рвоты при применении кломипрамина) и с бензодиазепиновыми транквилизаторами.